# Mitrydates V Euergetes
Mitrydates V Euergetes (ur. ?, zm. 120 p.n.e.) – król Pontu z dynastii Mitrydatydów w latach 150–120 p.n.e., syn Farnakesa I lub Mitrydatesa IV Filopatora Filadelfosa, ojciec Mitrydatesa VI Eupatora. 
Był sprzymierzeńcem Rzymian - udzielił im pomocy podczas III wojny punickiej i w zwalczaniu powstania Aristonikosa. Kontynuując ekspansywną politykę poprzedników, rozciągnął swe wpływy na Paflagonię i Kapadocję. Rozbudował flotę i armię lądową, czyniąc ze swego królestwa siłę liczącą się w tej części świata. Został zamordowany.